# Rohr im Gebirge
Rohr im Gebirge – gmina w Austrii, w kraju związkowym Dolna Austria, w powiecie Wiener Neustadt-Land. Według Austriackiego Urzędu Statystycznego liczyła 475 mieszkańców (1 stycznia 2014).